# Meringopus sovinskii
Meringopus sovinskii är en stekelart som först beskrevs av Kokujev 1927.  Meringopus sovinskii ingår i släktet Meringopus och familjen brokparasitsteklar. Inga underarter finns listade i Catalogue of Life.